# Got to Find a Way
Got to Find a Way es el sexto álbum de estudio del músico estadounidense Curtis Mayfield. Fue publicado en octubre de 1974 a través del sello Curtom Records.

## Recepción de la crítica
Un escritor no especificado de la revista Cash Box declaró: “El LP fluye a la manera de un paquete ‘conceptual’, pero cada melodía es una entidad separada que brilla con arreglos de precisión y orquestación de buen gusto”.

## Lista de canciones
Todas las canciones escritas y compuestas por Curtis Mayfield. 
Lado uno
1. «Love Me (Right in the Pocket)» – 7:20
2. «So You Don't Love Me» – 5:50
3. «A Prayer» – 4:06

Lado dos
1. «Mother's Son» – 6:04
2. «Cannot Find a Way» – 7:04
3. «Ain't No Love Lost» – 3:27

## Créditos y personal
Créditos adaptados desde las notas de álbum de Got to Find a Way.
Personal técnico
- Curtis Mayfield – productor
- Rich Tufo – arreglos
- Roger Anfinsen – ingeniero de audio
- William S. Harvey – ilustración
- Milton Sincoff – director de embalaje creativo

## Posicionamiento
| Gráfica (1974)                            | Pico de posición |
| ----------------------------------------- | ---------------- |
| Estados Unidos (Billboard Top LPs & Tape) | 76               |
| Estados Unidos (Billboard Soul LP's)      | 17               |